# Джасай
Джасай — село в Адамовском районе Оренбургской области. Входит в состав Аниховского сельсовета.

## География
Село расположено недалеко от районного центра — Адамовки.
Часовой пояс
Село Джасай как и вся Оренбургская область, находится в часовой зоне МСК+2. Смещение применяемого времени относительно UTC составляет +5:00.

## Население
| 2010 |
| ---- |
| 372  |